# 1651.
◄ | 16. stoljeće | 17. stoljeće | 18. stoljeće | ►
◄ | 1620-ih | 1630-ih | 1640-ih | 1650-ih | 1660-ih | 1670-ih | 1680-ih | ►
◄◄ | ◄ | 1648. | 1649. | 1650. | 1651. | 1652. | 1653. | 1654. | ► | ►►
Arhitektura • Astronomija • Glazba • Kazalište • Kemija • Kiparstvo • Knjige • Književnost • Kršćanstvo • Medicina • Politika • Pravo • Promet • Slikarstvo • Znanost

## Događaji
- Kraj Engleskog građanskog rata (1642. – 1651.)

## Rođenja
- 30. ožujka – Štefan Puslabonić, hrvatski književnik († 1705.)
- 21. travnja – Josip Vaz, katolički svetac († 1711.)
- 16. rujna – Engelbert Kaempfer, njemački prirodoslovac, istraživač i putopisac († 1716.)
- Ivan Antun Zrinski, hrvatski grof († 1703.)

## Smrti
- 27. rujna – Maksimilijan I., bavarski izborni knez iz dinastije Wittelsbach (* 1573.)

## Vanjske poveznice
|  | Zajednički poslužitelj ima još gradiva o temi 1651. |